# Сульфат иридия(III)
Сульфат иридия(III) — неорганическое соединение, соль металла иридия и серной кислоты с формулой Ir2(SO4)3, жёлтые кристаллы, гидролизуется водой, устойчив в подкисленных растворах, выделен только в виде кристаллогидрата.

## Получение
- Растворение оксида иридия(III) в разбавленной серной кислоте в инертной атмосфере:

{\displaystyle {\mathsf {Ir_{2}O_{3}+3H_{2}SO_{4}\ {\xrightarrow {N_{2}}}\ Ir_{2}(SO_{4})_{3}+3H_{2}O}}}
- Растворение гексахлороиридата(III) натрия в горячей серной кислоте:

{\displaystyle {\mathsf {2Na_{3}[IrCl_{6}]+6H_{2}SO_{4}\ {\xrightarrow {100^{o}C}}\ Ir_{2}(SO_{4})_{3}+3Na_{2}SO_{4}+12HCl\uparrow }}}

## Физические свойства
Сульфат иридия(III) образует жёлтые кристаллы, которые являются кристаллогидратом нестехиометрического состава Ir2(SO4)3•n H2O. Не выделен в безводном состоянии. Термически неустойчив.
Хорошо растворим в подкисленных растворах.

## Химические свойства
- Разлагается при нагревании:

{\displaystyle {\mathsf {Ir_{2}(SO_{4})_{3}\cdot nH_{2}O\ {\xrightarrow {300-400^{o}C}}\ Ir_{2}O_{3}+3SO_{3}+nH_{2}O}}}
- Реагирует с концентрированной серной кислотой с образованием кислой соли:

{\displaystyle {\mathsf {Ir_{2}(SO_{4})_{3}+3H_{2}SO_{4}\ {\xrightarrow {}}\ 2H_{3}[Ir(SO_{4})_{3}]}}}
- Окисляется концентрированной горячей азотной кислотой:

{\displaystyle {\mathsf {Ir_{2}(SO_{4})_{3}+2HNO_{3}+2H_{2}O\ {\xrightarrow {100^{o}C}}\ 2IrO_{2}\downarrow +2NO_{2}\uparrow +3H_{2}SO_{4}}}}
- Реагирует с разбавленными щелочами:

{\displaystyle {\mathsf {Ir_{2}(SO_{4})_{3}+6NaOH\ {\xrightarrow {}}\ 2Ir_{2}O_{3}\downarrow +3Na_{2}SO_{4}+3H_{2}O}}}
- В щелочных растворах медленно окисляется кислородом воздуха:

{\displaystyle {\mathsf {2Ir_{2}(SO_{4})_{3}+O_{2}+12NaOH\ {\xrightarrow {}}\ 4IrO_{2}\downarrow +6Na_{2}SO_{4}+6H_{2}O}}}
- С концентрированным раствором аммиака образует оксид[1]:

{\displaystyle {\mathsf {2Ir_{2}(SO_{4})_{3}+O_{2}+6NH_{3}\cdot H_{2}O\ \xrightarrow {} \ Ir_{2}O_{3}\downarrow +3(NH_{4})SO_{4}+3H_{2}O}}}